# Anortoroselita
L'anortoroselita és un mineral de la classe dels fosfats que pertany al grup de la collinsita. Rep el nom per la seva relació amb la roselita. Fins al mes de setembre de 2022 s'anomenava β-roselita, canviant el nom a l'actual degut a les noves directrius aprovades per la CNMNC per a la nomenclatura de polimorfs i polisomes.

## Característiques
L'anortoroselita és un arsenat de fórmula química Ca₂Co(AsO₄)₂·2H₂O. Cristal·litza en el sistema triclínic. La seva duresa a l'escala de Mohs es troba entre 3,5 i 4.
Segons la classificació de Nickel-Strunz la pertany a «08.CG - Fosfats sense anions addicionals, amb H₂O, amb cations de mida mitjana i gran, RO₄:H₂O = 1:1» juntament amb els següents minerals: cassidyita, col·linsita, fairfieldita, gaitita, messelita, parabrandtita, talmessita, hillita, brandtita, roselita, wendwilsonita, zincroselita, rruffita, ferrilotharmeyerita, lotharmeyerita, mawbyita, mounanaïta, thometzekita, tsumcorita, cobaltlotharmeyerita, cabalzarita, krettnichita, cobalttsumcorita, niquellotharmeyerita, manganlotharmeyerita, schneebergita, niquelschneebergita, gartrellita, helmutwinklerita, zincgartrel·lita, rappoldita, fosfogartrel·lita, lukrahnita, pottsita i niqueltalmessita.

## Formació i jaciments
Va ser descoberta a Schneeberg, dins el districte d'Erzgebirge (Saxònia, Alemanya). També ha estat descrita en altres indrets del país, així com a d'altres de França, el Marroc, Namíbia, Austràlia i Xile.